# Lista över Östtimors presidenter

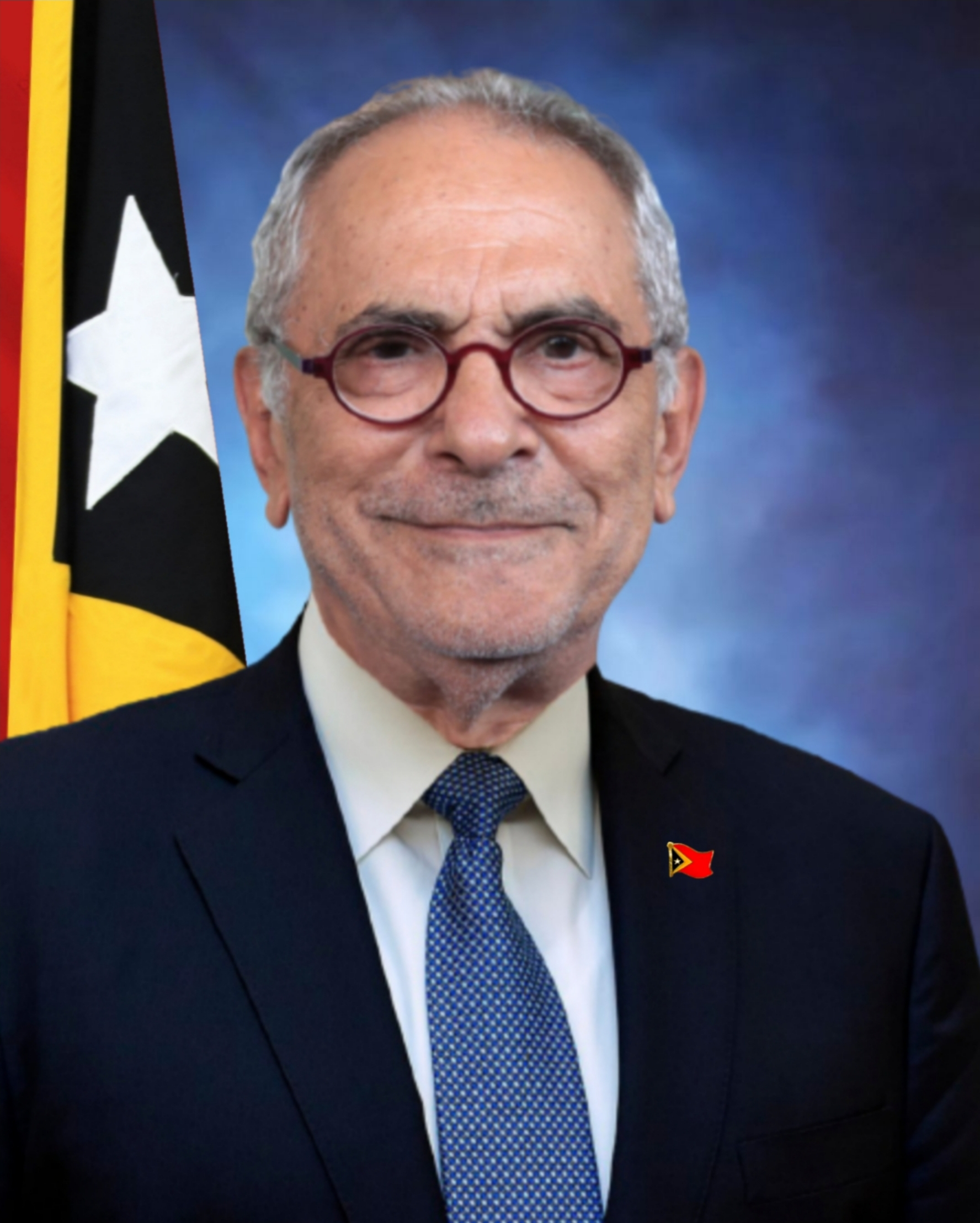
José Ramos-Horta är åter Östtimors president sedan den 20 maj 2022.

Detta är en lista över Östtimors presidenter från 1975 och framåt.

## Östtimors presidenter under självständighetskriget
- Francisco Xavier do Amaral (28 november – 7 december 1975)
- Nicolau dos Reis Lobato (7 december 1975 – 31 december 1978)

## Östtimors presidenter från självständigheten 2002
| Nr | Namn               | Bild | Från        | Till        | Parti     |
| -- | ------------------ | ---- | ----------- | ----------- | --------- |
| 1  | Xanana Gusmao      |      | 20 maj 2002 | 20 maj 2007 | FRETILIN  |
| 2  | José Ramos-Horta   |      | 20 maj 2007 | 20 maj 2012 | Oberoende |
| 3  | Taur Matan Ruak    |      | 20 maj 2012 | 20 maj 2017 | Oberoende |
| 4  | Francisco Guterres |      | 20 maj 2017 | 20 maj 2022 | FRETILIN  |
| 5  | José Ramos-Horta   |      | 20 maj 2022 | sittande    | Oberoende |